# Nina Simone
Eunice Kathleen Waymon, conhecida pelo nome artístico Nina Simone (Tryon, 21 de fevereiro de 1933 — Carry-le-Rouet, 21 de abril de 2003) foi uma pianista, cantora, compositora e ativista pelos direitos civis dos negros norte-americanos. É bastante conhecida nos meios musicais do jazz, mas trabalhou com diversos estilos musicais na vida, como música clássica, blues, folk, soul, R&B, gospel e pop.
O nome artístico foi adotado aos 20 anos, para que pudesse cantar blues escondida de seus pais, que não aceitavam sua opção de ser cantora, enquanto treinava para tornar-se uma pianista clássica, em bares de Nova York, Filadélfia e Atlantic City. "Nina" originou-se de uma corruptela de niña, apelido que recebera de um antigo namorado hispanofalante, enquanto "Simone" foi uma homenagem à atriz francesa da qual era fã, Simone Signoret. Foi a sexta de oito filhos, quando jovem foi impedida de ingressar no Instituto de Música Curtis na Filadélfia, apesar de ter cursado piano clássico no Juilliard School, em Nova York. Também se destacou por posicionar-se contra o racismo na crescente onda que tomava os Estados Unidos na década de 1960. Devido ao seu envolvimento, cantou no enterro de Martin Luther King.
Depois de ser impedida de ser uma grande concertista através do conservatório, Nina permaneceu algum tempo em Nova York até ir para Atlantic City e, nessa cidade, trabalhando como pianista em um bar, cedia aos pedidos do dono para cantar enquanto tocava piano. Adotou o nome Nina Simone, que deu início a uma carreira bem-sucedida. que ocasionou em um relançamento da gravação e na volta de Simone às paradas musicais.
Em sua carreira, interpretou canções de diversos estilos, indo do gospel ao soul, e também compôs algumas canções. Foi uma das primeiras artistas negras a ingressar na renomada Escola de Música de Juilliard, em Nova Iorque. Sua canção Mississippi Goddamn tornou-se um hino ativista da causa negra. Fala sobre o assassinato de quatro crianças negras em uma igreja de Birmingham em 1963. Ao se apresentar em um evento militar em Forte Dix, Nova Jersey, em 1971, em plena Guerra do Vietnã, Nina Simone deu voz àqueles que eram contrários ao conflito, quando cantou um poema em que Deus é chamado de assassino, após 18 minutos de My Sweet Lord, de George Harrison.
A artista faleceu em sua residência, enquanto dormia, na cidade francesa de Carry-le-Rouet, em 2003, após lutar por muitos anos contra o câncer de mama.

## Biografia

### Juventude (1933-1954)
Eunice Kathleen Waymon nasceu e foi criada em Tryon, na Carolina do Norte. A sexta de oito filhos de uma família pobre e religiosa, ela começou a tocar piano aos 3 anos: As primeiras canções que aprendeu foram: God Be With You e Till We Meet Again. Demonstrando um talento natural com o instrumento, ela se apresentava na sua igreja local, que emprestava seus instrumentos musicais para os alunos pobres. Seu concerto de estreia, um recital clássico, foi realizado no seu aniversário de doze anos, no palco da igreja. Simone mais tarde revelou em entrevistas que durante essa apresentação seus pais, que se sentaram na fileira da frente, foram forçados a sentar-se atrás do hall, para abrir espaço para os brancos. Simone, revoltada, disse que se recusou a tocar o piano, até que seus pais fossem movidos novamente para a frente da plateia, como estavam antes. A artista revelou em entrevista que este fatídico incidente contribuiu para o seu envolvimento, anos mais tarde, nos movimentos pelos direitos civis dos negros.
A mãe de Simone, Mary Kate Waymon, era uma ministra metodista e empregada doméstica. O pai de Simone, John Divine Waymon, era um marceneiro, que também tinha o próprio negócio de limpeza a seco, apesar dos seus problemas respiratórios. O patrão de Mary Kate, ao ouvir falar sobre o talento da sua filha, disponibilizou certa quantia para suas aulas de piano. Mais tarde um fundo local foi feito para permitir o prosseguimento da educação de Simone. Com a ajuda do dinheiro dessas bolsas ela conseguiu frequentar a Allen High School for Girls na cidade de Asheville, na Carolina do Norte, cidade para a qual se mudou com a família aos dez anos de idade.
Após terminar o ensino médio com dezessete anos, e já trabalhando há três anos como empregada doméstica, ela tentou ingressar no instituto de música Curtis Institute, com a ajuda de um professor particular, a qual economizou muito para conseguir pagar, mas apesar do seu progresso nas aulas de piano, não foi selecionada para estudar no instituto. Simone percebeu que essa rejeição estava ligada diretamente à cor da sua pele, mesmo com a Curtis ter começado a aceitar candidatos negros na década de 1940 e do primeiro negro graduado ali ter sido George Walker em 1945, o qual viria a ganhar um Prêmio Pulitzer. Simone, então, em busca do seu grande sonho de trabalhar com a música, juntou dinheiro e mudou-se um ano depois, aos dezoito anos, para viver sozinha em Nova Iorque. Na cidade grande, começou a trabalhar como garçonete em um restaurante. Nesta época, após conseguir aulas gratuitas de piano em uma igreja, foi aprovada para estudar música em um Conservatório chamado Escola de Juilliard.

### Sucesso inicial (1954-1959)
Para financiar as suas aulas no conservatório, ela começou a se apresentar no Midtown Bar & Grill, na Pacif Avenue, na cidade de Atlantic City, cujo dono insistia para que ela também cantasse, além de tocar piano. Mesmo tímida, começou a cantar, e se surpreendeu pois todos gostaram muito, passando a apresentar-se fixamente ali. Em 1954 conheceu seu primeiro namorado: Don Ross, um jovem norte-americano de ascendência mexicana, que trabalhava como escritor de poesias em uma feira de artes da cidade de Atlantic City. Ele a apelidou carinhosamente de “Niña”, que significa “garotinha” em espanhol. A artista, então, achando bonito o apelido, decidiu modificá-lo e adotou o nome artístico de Nina Simone. O “Simone” surgiu do nome da atriz francesa Simone Signoret, a qual era fã, e que ela tinha visto pela primeira vez atuando no filme Casque d’Or. A mistura de jazz, blues e música clássica nas suas apresentações em início de carreira fizeram com que Nina Simone conquistasse um público pequeno, mas fiel.
Em 1956 ficou noiva de Don Ross, e em 1958 casaram-se, passando a viver em Atlantic City. Devido a constantes crises de ciúmes do marido e por ter descoberto diversas traições dele, Nina voltou a viver sozinha em Nova Iorque, e divorciou-se em 1959.
No início da carreira, tocava em pequenos clubes, no ano em que gravou o dueto I Loves You, Porgy (da ópera Porgy and Bess), de George Gershwin, que conheceu através de um álbum de Billie Holiday e apresentou como um favor a um amigo. Tornou-se a sua única canção que alcançou o top 20 da Billboard nos Estados Unidos, e o seu álbum de estreia Little Girl Blue foi rapidamente aceito pela Bethlehem Records. Simone perdeu mais de US$ 1 milhão em royalties (especialmente pelo relançamento de My Baby Just Cares for Me, na década de 1980 e nunca se beneficiou financeiramente das vendas do álbum por ter vendido seus direitos definitivos por US$ 3 000.

### Maternidade e Início da fama (1959-1964)
Após o sucesso de Little Girl Blue, Simone assinou um contrato com a Colpix Records e gravou diversos álbuns de estúdio e álbum ao vivo. A Colpix renunciou que Nina efetuasse qualquer controle criativo na produção das músicas, incluindo a escolha do material que seria gravado, tendo que acatar as ordens da gravadora, e em troca ela poderia assinar o contrato com eles, mas Nina Simone não aceitou essa proposta. Nesta época apresentava-se em bares e boates da região cantando blues, jazz, R&B e soul, somente para ganhar um bom dinheiro para continuar seus estudos de música clássica, seu ritmo favorito, sendo indiferente sobre ter contrato com alguma gravadora, já que tinha bastante público como cantora solo, cantando suas próprias canções e fazendo alguns covers. Manteve essa atitude de afastamento em relação à indústria fonográfica durante a maior parte da sua carreira.
Nina Simone conheceu o detetive da polícia de Nova York, Andrew Stroud, em um de seus shows, em 1960. Com poucos meses de namoro foram morar juntos. Casaram-se em 1961. Em 12 de setembro de 1962, nasceu, de parto normal, em Nova Iorque, a única filha do casal: Lisa Simone Waymon Stroud. Devido a desentendimentos frequentes, o comportamento agressivo do marido (com relatos dela e de amigos sobre espancamento) e o fato de seu marido querer que ela abdicasse da carreira em prol do matrimônio, culminou no segundo divórcio da cantora, em 1970, após nove anos de união, mas ambos permaneceram amigos. Stroud, mais tarde, se tornou seu empresário, administrando sua carreira artística.

### Luta por direitos civis (1964-1974)

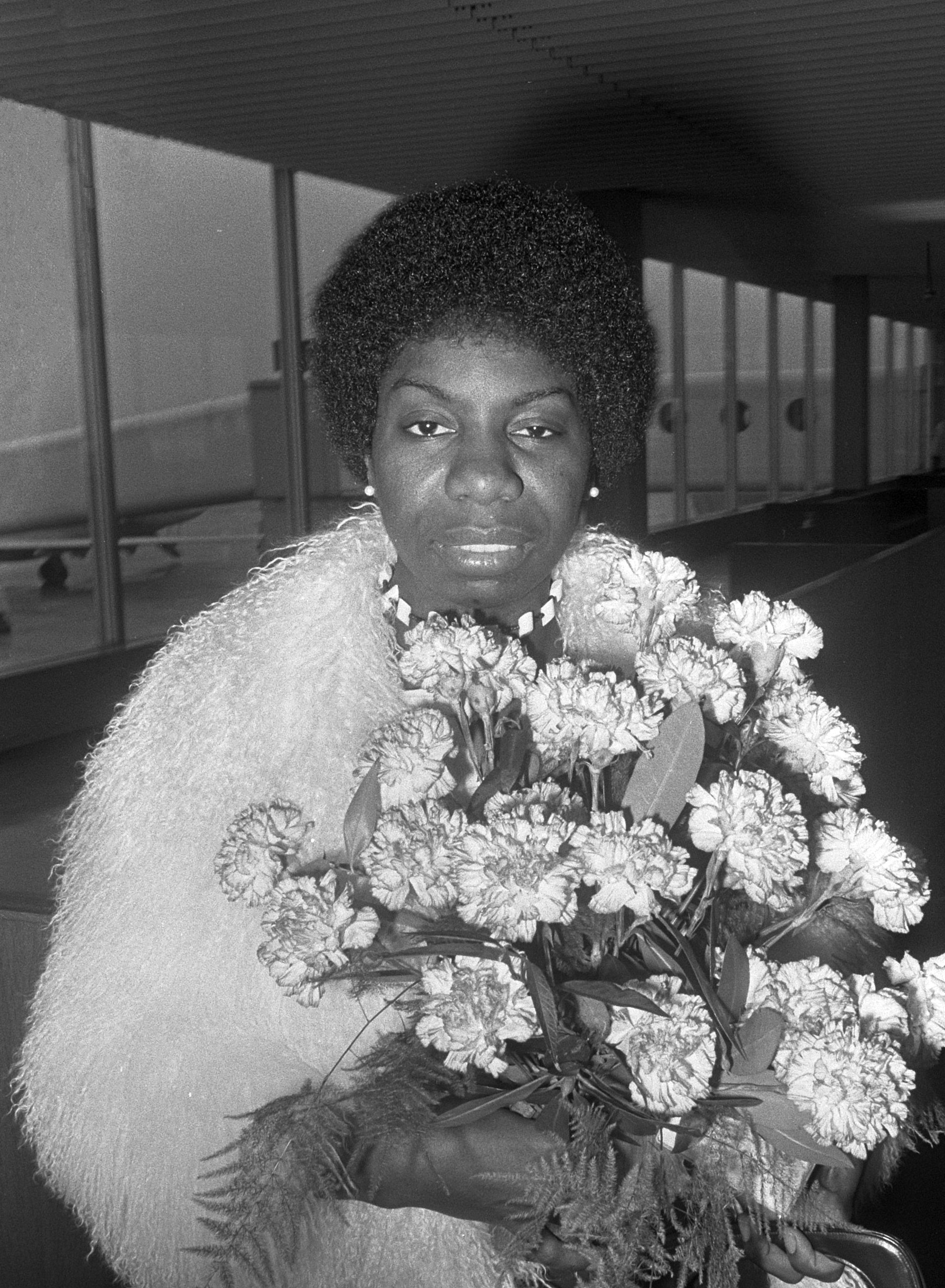
Simone em 1969.

Em 1964, já formada como musicista clássica, estava trabalhando para a gravadora American Colpix: Após o nascimento da filha, e passando por dificuldades financeiras, optou por voltar atrás e assinou o contrato, onde ficou por dois anos. Em 1964 assinou contrato com a gravadora holandesa Philips, o que também significou uma mudança no conteúdo das gravações. Simone sempre incluiu canções que remetiam à sua origem afro-americana em seu repertório (como Brown Baby e Zungo no álbum Nina at the Village Gate, de 1962). Em seu álbum de estreia na Philips, Nina Simone in Concert (gravação ao vivo de 1964), Simone pela primeira vez referiu-se à desigualdade social que prevalecia nos Estados Unidos com a canção Mississippi Goddamn; sua resposta ao assassinato de Medgar Evers e a explosão de uma igreja em Birmingham, Alabama, que matou quatro crianças negras. A canção foi lançada como single e boicotada em alguns estados do sul. Old Jim Crow, no mesmo álbum, referia-se às leis de Jim Crow.
A partir de então, uma mensagem de direitos civis passou a estar presente nos repertórios de gravação de Simone, tornando-se parte das duas apresentações. Simone apresentou-se e discursou em muitos encontros pelos direitos civis, incluindo nas marchas de Selma a Montgomery. Simone defendeu, durante esse período de direitos civis, uma revolução violenta contra o preconceito racial, contrastando com a abordagem não violenta de Martin Luther King, e acreditava que os afro-americanos poderiam, através do combate armado, formar um estado separado. Realizou manifestações nas ruas e em frente a Casa Branca, batendo de porta em porta, chamando as pessoas para lutar contra o genocídio negro mundial, indo até à televisão pedir para os políticos que assinassem leis que modificasse a intolerância étnica que pairava sobre o país.
Em sua vida profissional, gravou para o álbum Pastel Blues (1965) a canção Strange Fruit, de Billie Holiday, uma canção sobre o linchamento de homens negros no sul. Também cantou o poema Images, de William Waring Cuney, em Let It All Out (1966), sobre a falta do senso de orgulho que viu entre as mulheres afro-americanas. Simone escreveu Four Women, uma canção sobre quatro estereótipos diferentes de mulheres afro-americanas, e incluiu a gravação em seu álbum de 1966 Wild is the Wind.[carece de fontes?]
Simone mudou-se da Philips para a RCA Victor em 1967. Nesta época cantou Backlash Blues, escrita por seu amigo Langston Hughes, no seu primeiro álbum pela RCA, Nina Simone Sings the Blues (1967). Em Silk & Soul (1967), gravou a canção I Wish I Knew How It Would Feel to Be Free, de Billy Taylor, e Turning Point. O álbum Nuff Said! (1968) contém gravações ao vivo do Westbury Music Fair, de 7 de abril de 1968, realizado três dias após a morte de Martin Luther King, Jr. Dedicou toda a apresentação para ele e cantou Why? (The King Of Love Is Dead, uma canção escrita pelo seu baterista, Gene Taylor, pouco após de receberam a notícia da morte de King. No verão de 1969 ela apresentou-se no Harlem Cultural Festival, no Harlem’s Mount Morris Park.
Junto de Weldon Irvine, Simone transformou a peça inacabada To Be Young, Gifted and Black, de Lorraine Hansberry, em uma canção pelos direitos civis. Hansberry foi uma amiga íntima a quem Simone creditou por cultivar a sua consciência social e política. Apresentou a canção ao vivo no álbum Black Gold (1970). Uma gravação em estúdio foi lançada como single e versões da canção foram gravadas por Aretha Franklin (em seu álbum Young, Gifted and Black, de 1972) e por Donny Hathaway.

### Maturidade (1974-2003)
Nina, ainda casada, embarcou para o seu primeiro show internacional em 1970, voando para a Itália. No entanto, Stroud interpretou o fato de Nina ter deixado sua aliança de casamento na cômoda do quarto, como um indicativo do desejo dela pelo divórcio, visto que a relação estava conturbada, mas Nina só havia esquecido de colocar a aliança após o banho, mas era algo que nunca havia ocorrido até então. Após algumas semanas, voltou de viagem, e iniciaram-se novas brigas, devido aos ciúmes dele, a acusando de ter tirado a aliança de forma proposital para aproveitar sua viagem como solteira, o que fez o casal romper.  Ambos reataram após algumas semanas separados, porém, devido a diversas brigas, onde ele queria que ela largasse a carreira profissional para cuidar melhor do casamento, fez com que Nina optasse pela separação oficial, no final desse mesmo ano. Após o divórcio, ficou com a guarda de sua filha, e o pai a via aos finais de semana. Por conta de sua filha, muito apegada ao pai, conseguiu manter uma relação amigável com seu ex-marido, que após bastante tempo desempregado, foi ajudado por Nina, que pediu para ele administrar sua carreira. Apesar de hesitar no início, concordou. Após seu segundo divórcio, Nina não quis mais casar-se novamente, mas manteve relacionamentos esporádicos, sendo vista pela mídia na companhia de cantores, atores e empresários, e também de homens anônimos.
Neste mesmo ano, após retornar de sua segunda viagem internacional, onde fez uma série de shows em Barbados, descobriu ainda no aeroporto que um mandado de prisão fora expedido, acusando-a de sonegação de impostos, que teria sido efetuado como forma de um protesto pessoal, devido ao envolvimento dos Estados Unidos na Guerra do Vietnam. Impedida de entrar nos Estados Unidos, Nina precisou voltar para Barbados e de lá entrou com um processo, que após meses conseguiu provou que todo seu patrimônio material foi fruto de seu trabalho e que sempre pagou seus impostos. Após o equívoco, foi inocentada e recebeu indenização, podendo voltar para casa. Simone permaneceu em Barbados por três meses, impedida de voltar ao seu país, até provar sua inocência. Seus bens foram confiscados para avaliação. Ela pediu para que o ex-marido levasse a filha deles para ficar lá com ela, mas o governo não permitiu que a menor saísse do país. Neste período Nina ficou muito abalada e depressiva, pois também estava impedida de fazer shows temporariamente. Nesta situação, acabou encontrando apoio no primeiro-ministro de Barbados, Errol Barrow, de quem foi namorada por um ano. Após o final de todo esse equívoco, e já a alguns dias tentando retomar sua rotina em Nova Iorque, sua melhor amiga na época, a cantora Miriam Makeba, convenceu-a a tirar férias na Libéria. A cantora, nas férias escolares da filha, ficou um mês com a menina em um resort na praia, para compensar o tempo que ficaram afastadas.
Na adolescência de sua filha, ambas enfrentaram muitas dificuldades de relacionamento, devido a rebeldia natural da idade de Lisa Simone e do comportamento explosivo e impaciente de Nina. Como forma de contrariar a mãe, em 1981, aos dezenove anos, Lisa decidiu sair de casa para seguir carreira na aeronáutica. Tudo que Nina não queria que a filha fizesse, pois temia pela vida da mesma se fosse convocada a uma guerra. Mesmo preocupada com a filha, e muito chateada pela decisão dela, estava também enfrentado muitos dilemas pessoais, como ansiedade, insônia e nervosismo, devido à preocupação com a carreira e seus relacionamentos afetivos que não davam certo. Nesta época optou por se afastar do que já conhecia, e também numa tentativa de expandir sua carreira, tendo morado de 1981 a 1985 em Estocolmo, na Suécia, e de 1986 a 1991 em Amsterdã, na Países Baixos, antes de se estabelecer em Paris, na França, em 1992, tendo se mudado para Carry-le-Rouet, no interior do país, em 1998. Nesta época decidiu não mais voltar ao seu país natal, pois já estava adaptada à França. Neste período já estava em uma melhor relação com a filha, que a visitava nas férias.
Gravou o seu último álbum pela RCA, It Is Finished, durante 1974. Simone não fez outra gravação até 1978, quando foi persuadida a voltar aos estúdios pelo dono da CTI Records, Creed Taylor. O resultado desse retorno foi o álbum Baltimore, que, apesar de não ter sido bem recebido comercialmente, recebeu uma boa acolhida da crítica e marcou seu renascimento artístico após seu breve período de reclusão. Sua escolha de reportório manteve o seu ecletismo, indo de canções religiosos a Rich Girl, canção de Hall & Oates. Quatro anos depois Simone gravou Fodder on My Wings em uma gravadora francesa. Durante a década de 1980 Simone se apresentou com regularidade no Ronnie Scott’s Jazz Club, em Londres, onde gravou o álbum Live at Ronnie Scott’s em 1984. Em 1985 a Dra. Nina Simone, como gostava de ser tratada, chegou ao Brasil para um festival de jazz no Rio de Janeiro, e marcou uma sessão de massagem com Adália Selket para antes do concerto. Apesar do seu estilo de apresentação na juventude poder ser considerado muito melancólico e clássico, sendo distante de um estilo popular e animado, nos anos mais maduros de sua vida Simone parecia gostar de envolver, de vez em quando, a plateia contando anedotas relacionadas à sua carreira e música, e solicitando convidados para cantar junto dela no palco. Em 1987, a gravação de My Baby Just Cares for Me de 1958 foi usada em um comercial para o perfume Chanel Nº 5, no Reino Unido. Isso acarretou um relançamento da gravação, que estourou na quarta posição na parada de singles do Reino Unido da NME, dando-lhe um breve ressurgimento à fama no Reino Unido. Sua autobiografia, I Put a Spell on You, foi publicada em 1992. Gravou seu último álbum, A Single Woman, em 1993.

### Saúde e Falecimento

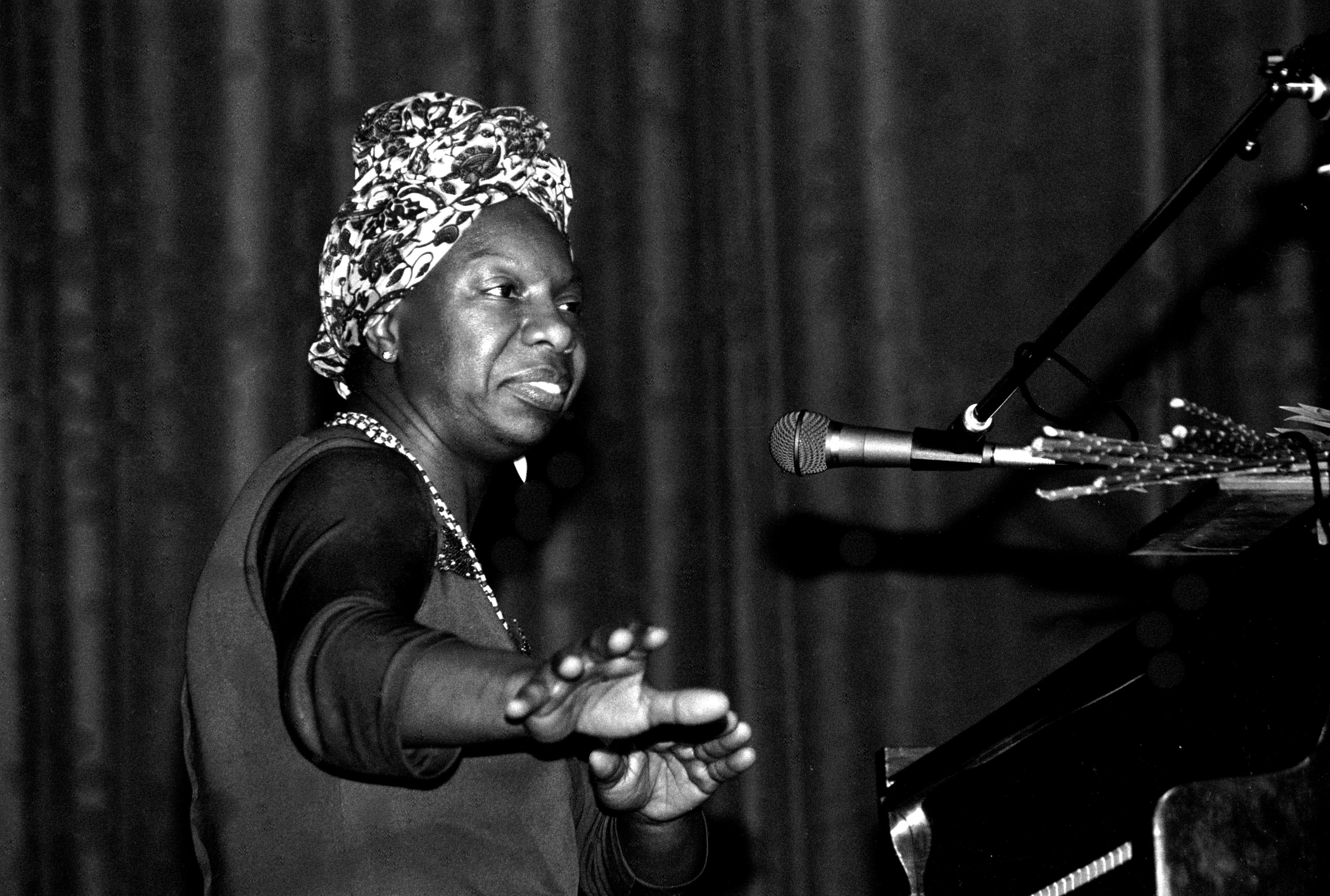
Simone em 1982.

Vivendo sozinha desde 1981, em diversos países, em casas e apartamentos alugados, passou a viver em Paris em 1992. Em 1993 comprou uma mansão na cidade de Aix-en-Provence, no sul da França. Poucos meses depois, em exames de rotina, descobriu estar com um avançado câncer de mama, o que a deixou extremamente deprimida. Iniciou nesta época um tratamento de quimioterapia. Vivendo em sua mansão, acabou por sentir ser desnecessário viver num espaço tão grande estando completamente só. Vendeu-a em 1998, decidindo mudar-se, em busca de um tratamento mais forte. Comprou, então, uma casa em Carry-le-Rouet. Ali iniciou uma radioterapia. Nesta época perdeu os cabelos e necessitou realizar uma mastectomia. Muito debilitada e infeliz, não queria receber a visita nem da filha, nem dos netos, muito menos de amigos ou irmãos. Optou por isolar-se. Apesar do bom tratamento e o câncer não evoluir, a doença não foi totalmente vencida, iniciando um processo metastático, que espalhou-se por todos os seus órgãos. Após dez anos lutando contra o câncer, Nina Simone, ainda com uma carreira em ascensão, faleceu dormindo em sua residência na cidade de Carry-le-Rouet, em 21 de abril de 2003.
Sua saúde psicológica já estava debilitada há bastante tempo, quando, após muitos anos vivenciando difíceis relações com amigos e familiares, que ocasionaram crises de agressividade e isolamento social, Nina Simone foi diagnosticada tardiamente como sendo portadora de transtorno bipolar do tipo 2. A doença não havia sido descoberta antes pois estava encoberta por uma forte depressão, com episódios leves de hipomania, que foram intensificando-se com o tempo. Nina foi diagnosticada com depressão apenas com trinta anos de idade, onde nesta época iniciou tratamento com antidepressivos, mas seu tratamento não estava sendo eficaz pois não sofria de uma depressão pura, mas esta era um dos sintomas do transtorno bipolar, doença psiquiátrica que a acompanhava desde a adolescência, mas só foi descoberta e tratada no fim dos anos 80, devido a suas constantes crises agressivas e súbita agitação, fazendo os médicos desconfiarem enfim do porquê os antidepressivos não fazerem efeito. Sua doença psiquiátrica prejudicou muito a evolução de toda a sua carreira e as suas relações pessoais. Com o diagnóstico de bipolaridade, passou a tomar medicamentos estabilizadores do humor. Nesta época precisou ser internada por diversas vezes para conter suas crises de ansiedade e pânico, onde também ocorriam recorrentes tentativas de
suicídio. Para manter-se estável, iniciou tratamento com ansiolíticos e lítio, mantendo os antidepressivos, e passou a fazer tratamento psiquiátrico e psicoterápico. Em entrevistas, revelou não ter um motivo específico do que originava seus problemas emocionais, pois não possuía traumas, apenas sentia intensa solidão e angústia a todo momento, não sabendo o porque de fato era tão emocionalmente instável e agressiva.
Em seu funeral compareceram as cantoras Miriam Makeba e Patti LaBelle, a poetisa Sonia Sanchez, o ator Ossie Davis e centenas de outras celebridades. As cinzas de Simone foram espalhadas em vários países africanos, como era seu desejo. A artista teve somente uma única filha, chamada Lisa Simone Waymon Stroud, que, apesar de ter trabalhado nas forças armadas por dez anos, decidiu seguir os passos artísticos da mãe, e tornou-se atriz, compositora e cantora. A jovem atuou na Broadway em Aida.

### Reputação
Nina Simone tinha a reputação de ser volúvel, imprevisível, impaciente, muito introspectiva e às vezes mal-humorada. Era também muito ciumenta e ansiosa. Mas era, ao mesmo tempo, incrivelmente talentosa, inteligente, sincera e criativa. Em 1985, disparou uma arma contra um executivo a quem ela acusou de roubar royalties. Simone disse que “tentou matá-lo”, mas “errou o alvo”. Em 1995, atirou e feriu o filho de um vizinho com uma pistola pneumática depois da risada do garoto ter atrapalhado a sua concentração. De acordo com um biógrafo, Simone tomava medicação controlada desde meados da década de 1960. Tudo isso era conhecido somente por um pequeno grupo de amigos íntimos, e mantido longe da visão pública por muitos anos, até a biografia Break Down and Let It All Out, escrita por Sylvia Hampton e David Natha, revelar isso em 2004, após seu falecimento.

## Discografia
| Ano                    | Álbum                                                       | Tipo                             | Gravadora                       | Billboard        |
| ---------------------- | ----------------------------------------------------------- | -------------------------------- | ------------------------------- | ---------------- |
| 1958                   | Little Girl Blue                                            | Estúdio                          | Bethlehem Records               |                  |
| 1959                   | Nina Simone and Her Friends                                 | Estúdio                          | Bethlehem Records               |                  |
| 1959                   | The Amazing Nina Simone                                     | Estúdio                          | Colpix Records                  |                  |
| 1959                   | Nina Simone at Town Hall                                    | Ao vivo e Estúdio                | Colpix Records                  |                  |
| 1960                   | Nina Simone at Newport                                      | Ao vivo                          | Colpix Records                  | 23 (pop)         |
| 1960                   | Forbidden Fruit                                             | Estúdio                          | Colpix Records                  |                  |
| 1962                   | Nina at the Village Gate                                    | Ao vivo                          | Colpix Records                  |                  |
| 1962                   | Nina Simone Sings Ellington                                 | Ao vivo                          | Colpix Records                  |                  |
| 1963                   | Nina's Choice                                               | Compilação                       | Colpix Records                  |                  |
| 1963                   | Nina Simone at Carnegie Hall                                | Ao vivo                          | Colpix Records                  |                  |
| 1964                   | Folksy Nina                                                 | Ao vivo                          | Colpix Records                  |                  |
| 1964                   | Nina Simone in Concert                                      | Ao vivo                          | Philips Records                 | 102 (pop)        |
| 1964                   | Broadway-Blues-Ballads                                      | Estúdio                          | Philips Records                 |                  |
| 1965                   | I Put a Spell on You                                        | Estúdio                          | Philips Records                 | 99 (pop)         |
| 1965                   | Sincerly Nina                                               | Ao vivo e Estúdio                | Philips Records                 |                  |
| 1965                   | Pastel Blues                                                | Estúdio                          | Philips Records                 | 8 (black)        |
| 1966                   | Nina Simone with Strings                                    | Estúdio (strings added)          | Colpix                          |                  |
| 1966                   | Let It All Out                                              | Ao vivo e Estúdio                | Philips                         | 19 (black)       |
| 1966                   | Wild Is the Wind                                            | Estúdio                          | Philips                         | 12 (black)       |
| 1967                   | High Priestess of Soul                                      | Estúdio                          | Philips                         | 29 (black)       |
| 1967                   | Nina Simone Sings the Blues                                 | Estúdio                          | RCA Records                     | 29 (black)       |
| 1967                   | Silk & Soul                                                 | Estúdio                          | RCA Records                     | 24 (black)       |
| 1968                   | 'Nuff Said!                                                 | Ao vivo e Estúdio                | RCA Records                     | 44 (black)       |
| 1969                   | Nina Simone and Piano                                       | Estúdio                          | RCA Records                     |                  |
| 1969                   | To Love Somebody                                            | Estúdio                          | RCA Records                     |                  |
| 1969                   | A Very Rare Evening                                         | Ao vivo                          | PM Records                      |                  |
| 1970                   | Black Gold                                                  | Ao vivo                          | RCA Records                     | 29 (black)       |
| 1971                   | Here Comes the Sun                                          | Estúdio                          | RCA Records                     | 190 (pop)        |
| 1971                   | Gifted & Black                                              | Estúdio                          | Canyon Records                  |                  |
| 1972                   | Emergency Ward                                              | Ao vivo e Estúdio                | RCA Records                     |                  |
| 1973                   | Ao vivo at Berkeley                                         | Ao vivo                          | Stroud                          |                  |
| 1973                   | Gospel According to Nina Simone                             | Ao vivo                          | Stroud                          |                  |
| 1974                   | It Is Finished                                              | Ao vivo                          | RCA Records                     |                  |
| 1974                   | Sings Billie Holiday                                        | Ao vivo                          | Stroud                          |                  |
| 1978                   | Baltimore                                                   | Estúdio                          | CTI Records                     | 12 (jazz)        |
| 1980                   | The Rising Sun Collection                                   | Ao vivo                          | Enja                            |                  |
| 1982                   | Fodder on My Wings                                          | Estúdio                          | Carrere                         |                  |
| 1984                   | Backlash                                                    | Ao vivo                          | StarJazz                        |                  |
| 1985                   | Nina's Back                                                 | Estúdio                          | VPI                             |                  |
| 1985                   | Ao vivo & Kickin                                            | Ao vivo                          | VPI                             |                  |
| 1987                   | Let It Be Me                                                | Ao vivo                          | Verve                           |                  |
| 1987                   | Ao vivo at Ronnie Scott's                                   | Ao vivo                          | Hendring-Wadham                 |                  |
| 1987                   | The Nina Simone Collection                                  | Compilação                       | Deja Vu                         |                  |
| 1993                   | A Single Woman                                              | Estúdio                          | Elektra Records                 | 3 (top jazz)     |
| Lançamentos adicionais |                                                             |                                  |                                 |                  |
| 1975                   | The Great Show Ao vivo in Paris                             | Ao vivo                          | RCA?                            |                  |
| 1997                   | Released                                                    | Compilação                       | RCA Victor Europe               |                  |
| 2003                   | Four Women: the Nina Simone Philips Recordings              | Compilação                       | Verve                           |                  |
| 2003                   | Gold                                                        | Estúdio remasterizado            | Universal/UCJ                   |                  |
| 2003                   | Anthology                                                   | Compilação (diversas gravadoras) | RCA/BMG Heritage                |                  |
| 2004                   | Nina Simone's Finest Hour                                   | Compilação                       | Verve/Universal                 |                  |
| 2005                   | The Soul of Nina Simone                                     | Compilação + DVD                 | RCA DualDisc                    |                  |
| 2005                   | Nina Simone Ao vivo at Montreux 1976                        | DVD                              | Eagle Eye Media                 |                  |
| 2005                   | Nina Simone Ao vivo                                         | DVD: Estúdio 1961 & '62          | Kultur/Creative Arts Television |                  |
| 2006                   | The Very Best of Nina Simone                                | Compilação                       | Sony BMG                        |                  |
| 2006                   | Remixed and Reimagined                                      | Remix                            | Legacy/SBMG                     | 5 (contemp.jazz) |
| 2006                   | Songs to Sing: the Best of Nina Simone                      | Compilação/Ao vivo Compilação    | Deluxe                          |                  |
| 2006                   | Forever Young, Gifted, & Black: Songs of Freedom and Spirit | Remix                            | RCA                             |                  |
| 2008                   | To Be Free: The Nina Simone Story                           | Compilação                       | Sony Legacy                     |                  |
| 2009                   | The Definitive Rarities Collection – 50 Classic Cuts        | Compilação                       | Artwork Media                   |                  |
| 2013                   | To Be Free: The Nina Simone Story                           | Compilação                       | Sony Music CMG                  |                  |

## Leitura complementar
- Brun-Lambert, David (2006). Nina Simone, het tragische lot van een uitzonderlijke zangeres (em alemão). Introdução de Lisa Celeste Stroud, posfácio de Gerrit de Bruin. Zwolle: Sirene. ISBN 90-5831-425-1
- Feldstein, Ruth (março de 2005). «I Don't Trust You Anymore: Nina Simone, Culture, and Black Activism in the 1960s». The Journal of American History. 91 4 ed. 1349 páginas. doi:10.2307/3660176
- Hampton, Sylvia (2004). Break Down and Let It All Out. David Nathan, introdução de Lisa Celeste Stroud. London: Sanctuary. ISBN 1-86074-552-0
- Simone, Nina; Stephen Cleary (2003). I Put a Spell on You. introdução de Dave Marsh 2ª ed. New York: Da Capo Press. ISBN 0-306-80525-1